# Éliminatoires du Championnat d'Europe de football 1976
Pour un article plus général, voir Championnat d'Europe de football 1976.
Navigation
Éliminatoires Euro 1972 Éliminatoires Euro 1980
Cet article traite des éliminatoires du Championnat d'Europe de football 1976 proprement dites qui se disputent en poules ainsi que des quarts de finale de la compétition.
Les 32 nations inscrites au tour préliminaire sont réparties en huit poules de quatre. Le premier de chaque poule se qualifie pour les quarts de finale, joués en matchs aller-retour. Les 4 vainqueurs des quarts de finale se retrouvent en phase finale proprement dite, organisée dans l'un quatre pays qualifiés. En 1976, c'est la Yougoslavie qui reçoit le tournoi final. C'est le dernier Euro à réunir seulement quatre équipes en phase finale : à partir de 1980, huit équipes participeront au tournoi principal (sept équipes issues des éliminatoires et une équipe qualifiée d'office en tant que pays organisateur).
L'équipe de France, en pleine traversée du désert depuis 1966, échoue à se qualifier dans le groupe 7 face à la Belgique et la RDA, deux poids lourds européens des années 1970. Le nouveau sélectionneur Stefan Kovacs peine à construire une équipe stable, multipliant les essais autour du noyau dur de Baratelli dans le but, Trésor et Adams en défense centrale (la fameuse « garde noire »), et le duo Larqué-Michel dans l'entre-jeu. Talentueux mais inconstants et fragiles en défense, les Bleus hypothèquent d'emblée leurs chances en concédant une défaite évitable en Belgique (1-2 sur une grosse erreur défensive de Bernard Lacombe), puis le nul à Paris face à la RDA (2-2). Une défaite à l'avant-dernière journée face à ces mêmes Allemands de l'Est (1-2) scelle leur destin et c'est la Belgique, demi-finaliste de l'Euro 1972, qui décroche l'unique place qualificative malgré une défaite à domicile contre la RDA (1-2). Stefan Kovacs passe la main sur cet échec à Michel Hidalgo, lequel écrira la première grande page glorieuse de l'équipe de France autour de la génération Platini en se qualifiant pour le Mundial 1978.

## Groupes éliminatoires

### Groupe 1
| Rang | Équipe          | Pts | J | G | N | P | Bp | Bc | Diff |  | Résultats (▼ dom., ► ext.) |     |     |     |     |
| ---- | --------------- | --- | - | - | - | - | -- | -- | ---- |  | -------------------------- | --- | --- | --- | --- |
| 1    | Tchécoslovaquie | 9   | 6 | 4 | 1 | 1 | 15 | 5  | +10  |  | Tchécoslovaquie            |     | 2-1 | 5-0 | 4-0 |
| 2    | Angleterre      | 8   | 6 | 3 | 2 | 1 | 11 | 3  | +8   |  | Angleterre                 | 3-0 |     | 0-0 | 5-0 |
| 3    | Portugal        | 7   | 6 | 2 | 3 | 1 | 5  | 7  | -2   |  | Portugal                   | 1-1 | 1-1 |     | 1-0 |
| 4    | Chypre          | 0   | 6 | 0 | 0 | 6 | 0  | 16 | -16  |  | Chypre                     | 0-3 | 0-1 | 0-2 |     |

### Groupe 2
| Rang | Équipe         | Pts | J | G | N | P | Bp | Bc | Diff |  | Résultats (▼ dom., ► ext.) |     |     |     |     |
| ---- | -------------- | --- | - | - | - | - | -- | -- | ---- |  | -------------------------- | --- | --- | --- | --- |
| 1    | Pays de Galles | 10  | 6 | 5 | 0 | 1 | 14 | 4  | +10  |  | Pays de Galles             |     | 2-0 | 1-0 | 5-0 |
| 2    | Hongrie        | 7   | 6 | 3 | 1 | 2 | 15 | 8  | +7   |  | Hongrie                    | 1-2 |     | 2-1 | 8-1 |
| 3    | Autriche       | 7   | 6 | 3 | 1 | 2 | 11 | 7  | +4   |  | Autriche                   | 2-1 | 0-0 |     | 6-2 |
| 4    | Luxembourg     | 0   | 6 | 0 | 0 | 6 | 7  | 28 | -21  |  | Luxembourg                 | 1-3 | 2-4 | 1-2 |     |

### Groupe 3
| Rang | Équipe          | Pts | J | G | N | P | Bp | Bc | Diff |  | Résultats (▼ dom., ► ext.) |     |     |     |     |
| ---- | --------------- | --- | - | - | - | - | -- | -- | ---- |  | -------------------------- | --- | --- | --- | --- |
| 1    | Yougoslavie     | 10  | 6 | 5 | 0 | 1 | 12 | 4  | +8   |  | Yougoslavie                |     | 1-0 | 3-0 | 3-1 |
| 2    | Irlande du Nord | 6   | 6 | 3 | 0 | 3 | 8  | 5  | +3   |  | Irlande du Nord            | 1-0 |     | 1-2 | 3-0 |
| 3    | Suède           | 6   | 6 | 3 | 0 | 3 | 8  | 9  | -1   |  | Suède                      | 1-2 | 0-2 |     | 3-1 |
| 4    | Norvège         | 2   | 6 | 1 | 0 | 5 | 5  | 15 | -10  |  | Norvège                    | 1-3 | 2-1 | 0-2 |     |

### Groupe 4
| Rang | Équipe   | Pts | J | G | N | P | Bp | Bc | Diff |  | Résultats (▼ dom., ► ext.) |     |     |     |     |
| ---- | -------- | --- | - | - | - | - | -- | -- | ---- |  | -------------------------- | --- | --- | --- | --- |
| 1    | Espagne  | 9   | 6 | 3 | 3 | 0 | 10 | 6  | +4   |  | Espagne                    |     | 1-1 | 1-1 | 2-0 |
| 2    | Roumanie | 7   | 6 | 1 | 5 | 0 | 11 | 6  | +5   |  | Roumanie                   | 2-2 |     | 1-1 | 6-1 |
| 3    | Écosse   | 7   | 6 | 2 | 3 | 1 | 8  | 6  | +2   |  | Écosse                     | 1-2 | 1-1 |     | 3-1 |
| 4    | Danemark | 1   | 6 | 0 | 1 | 5 | 3  | 14 | -11  |  | Danemark                   | 1-2 | 0-0 | 0-1 |     |

### Groupe 5
| Rang | Équipe   | Pts | J | G | N | P | Bp | Bc | Diff |  | Résultats (▼ dom., ► ext.) |     |     |     |     |
| ---- | -------- | --- | - | - | - | - | -- | -- | ---- |  | -------------------------- | --- | --- | --- | --- |
| 1    | Pays-Bas | 8   | 6 | 4 | 0 | 2 | 14 | 8  | +6   |  | Pays-Bas                   |     | 3-0 | 3-1 | 4-1 |
| 2    | Pologne  | 8   | 6 | 3 | 2 | 1 | 9  | 5  | +4   |  | Pologne                    | 4-1 |     | 0-0 | 3-0 |
| 3    | Italie   | 7   | 6 | 2 | 3 | 1 | 3  | 3  | 0    |  | Italie                     | 1-0 | 0-0 |     | 0-0 |
| 4    | Finlande | 1   | 6 | 0 | 1 | 5 | 3  | 13 | -10  |  | Finlande                   | 1-3 | 1-2 | 0-1 |     |

### Groupe 6
| Rang | Équipe               | Pts | J | G | N | P | Bp | Bc | Diff |  | Résultats (▼ dom., ► ext.) |     |     |     |     |
| ---- | -------------------- | --- | - | - | - | - | -- | -- | ---- |  | -------------------------- | --- | --- | --- | --- |
| 1    | Union soviétique     | 8   | 6 | 4 | 0 | 2 | 10 | 6  | +4   |  | Union soviétique           |     | 2-1 | 3-0 | 4-1 |
| 2    | République d'Irlande | 7   | 6 | 3 | 1 | 2 | 11 | 5  | +6   |  | République d'Irlande       | 3-0 |     | 4-0 | 2-1 |
| 3    | Turquie              | 6   | 6 | 2 | 2 | 2 | 5  | 10 | -5   |  | Turquie                    | 1-0 | 1-1 |     | 2-1 |
| 4    | Suisse               | 3   | 6 | 1 | 1 | 4 | 5  | 10 | -5   |  | Suisse                     | 0-1 | 1-0 | 1-1 |     |

### Groupe 7
| Rang | Équipe             | Pts | J | G | N | P | Bp | Bc | Diff |  | Résultats (▼ dom., ► ext.) |     |     |     |     |
| ---- | ------------------ | --- | - | - | - | - | -- | -- | ---- |  | -------------------------- | --- | --- | --- | --- |
| 1    | Belgique           | 8   | 6 | 3 | 2 | 1 | 6  | 3  | +3   |  | Belgique                   |     | 1-2 | 2-1 | 1-0 |
| 2    | Allemagne de l'Est | 7   | 6 | 2 | 3 | 1 | 8  | 7  | +1   |  | Allemagne de l'Est         | 0-0 |     | 2-1 | 1-1 |
| 3    | France             | 5   | 6 | 1 | 3 | 2 | 7  | 6  | +1   |  | France                     | 0-0 | 2-2 |     | 3-0 |
| 4    | Islande            | 4   | 6 | 1 | 2 | 3 | 3  | 8  | -5   |  | Islande                    | 0-2 | 2-1 | 0-0 |     |

### Groupe 8
| Rang | Équipe               | Pts | J | G | N | P | Bp | Bc | Diff |  | Résultats (▼ dom., ► ext.) |     |     |     |     |
| ---- | -------------------- | --- | - | - | - | - | -- | -- | ---- |  | -------------------------- | --- | --- | --- | --- |
| 1    | Allemagne de l'Ouest | 9   | 6 | 3 | 3 | 0 | 14 | 4  | +10  |  | Allemagne de l'Ouest       |     | 1-1 | 1-0 | 8-0 |
| 2    | Grèce                | 7   | 6 | 2 | 3 | 1 | 12 | 9  | +3   |  | Grèce                      | 2-2 |     | 2-1 | 4-0 |
| 3    | Bulgarie             | 6   | 6 | 2 | 2 | 2 | 12 | 7  | +5   |  | Bulgarie                   | 1-1 | 3-3 |     | 5-0 |
| 4    | Malte                | 2   | 6 | 1 | 0 | 5 | 2  | 20 | -18  |  | Malte                      | 0-1 | 2-0 | 0-2 |     |

## Quarts de finale
| Équipe 1        | Résultat | Équipe 2             | Aller | Retour |
| --------------- | -------- | -------------------- | ----- | ------ |
| Tchécoslovaquie | 4 - 2    | Union soviétique     | 2 - 0 | 2 - 2  |
| Pays-Bas        | 7 - 1    | Belgique             | 5 - 0 | 2 - 1  |
| Yougoslavie     | 3 - 1    | Pays de Galles       | 2 - 0 | 1 - 1  |
| Espagne         | 1 - 3    | Allemagne de l'Ouest | 1 - 1 | 0 - 2  |

## Les qualifiés pour le tournoi final
- Yougoslavie (choisie comme pays organisateur)
- Allemagne de l'Ouest (tenant du titre)
- Tchécoslovaquie
- Pays-Bas